# Драгољуб Раша Тодосијевић
Драгољуб Раша Тодосијевић (Београд, 2. септембар 1945 — Београд, 3. децембар 2024) био је српски уметник. Бавио се перформансом, видео уметношћу, инсталацијама и сликарством.

## Биографија
Дипломирао је на Ликовној Академији у Београду 1969. Заједно са Марином Абрамовић, Ером Миливојевићем, Зораном Поповићем, Нешом Париповићем, Гергељем Уркомом и другима окупљеним око Студентског културног центра у Београду. Био је један од првих уметника који је седамдесетих година увео концептуалну уметност - Нову уметничку праксу, и нове медије на тадашњу југословенску сцену. Његови најпознатији радови - „Шта је уметност?“ („Was ist Kunst?“), „Бог воли Србе“ („Gott liebt die Serben“) - и многи други обезбедили су му светску репутацију. Самостално излаже од 1969. године, а од 1970. је учествовао на бројним групним изложбама у земљи и иностранству. Његови радови се налазе у сталним поставкама многих светских музеја.
Добитник је Награде „Сава Шумановић”. Члан је УЛУС-а од 1971.
Објављивао је критике и приче од 1973.

## Самосталне изложбе
- 2002. Хвала Раши Тодосијевићу, ретроспективна изложба, Музеј савремене уметности, Београд
- 2011. Светлост и тама симбола, 54. венецијански бијенале, Павиљон Србија, Венеција

## Награде
- 2011. UniCreditovа Венецијанска награда (први пут додељена) за изложбу „Светлост и тама симбола“, Павиљон Србија, 54. венецијански бијенале, Венеција